# 西拉吉·利利安娜
西拉吉·利利安娜（匈牙利語：Szilágyi Liliána，1996年11月19日—）生于布达佩斯，是一名匈牙利女子游泳运动员，主攻蝶泳。西拉吉出身体育世家，她的父亲佐尔坦同样从事游泳运动，外祖父焦尔毛蒂·德热则是一名前水球选手。西拉吉从小便开始接触游泳，六岁时的一场病令她一度放弃游泳，改练艺术体操，一段时间后，在父亲的建议下，她重新开始练习游泳。